# Microtendipes magnipennis
Microtendipes magnipennis är en tvåvingeart som först beskrevs av Jean-Jacques Kieffer 1922.  Microtendipes magnipennis ingår i släktet Microtendipes och familjen fjädermyggor. Inga underarter finns listade i Catalogue of Life.